# Onderwijs in Nederland
Het onderwijs in Nederland is enerzijds verdeeld over scholen voor verschillende leeftijdsgroepen (basisonderwijs en middelbaar onderwijs) en vervolgens weer onderverdeeld op basis van verschillende onderwijsniveaus (algemeen vormend onderwijs, beroepsonderwijs en wetenschappelijk onderwijs). Het voortgezet onderwijs en beroepsonderwijs is zo ingericht dat leerlingen relatief gemakkelijk kunnen doorstromen. Scholen in Nederland zijn verder ofwel openbaar, ofwel bijzonder vanuit levensbeschouwelijke, godsdienstige of onderwijskundige achtergrond. Daarnaast is er het speciaal onderwijs, dat specialistische en/of intensieve begeleiding biedt aan leerlingen, bijvoorbeeld omdat zij een handicap, chronische ziekte of stoornis hebben.
Nederland eindigde in het PISA-onderzoek van 2012, gecoördineerd door de OESO, op plaats 10. In 2015 nam dit af tot plaats 17.

## Algemeen
Het Nederlandse onderwijs valt onder het Ministerie van Onderwijs, Cultuur en Wetenschap. De Inspectie van het Onderwijs houdt namens het ministerie toezicht op het onderwijs. De missie van de inspectie is "Effectief toezicht voor goed onderwijs". De inspectie is bij machte schoolbeleid te wijzigen, boetes op te leggen en scholen te sluiten. Andere belangrijke organen zijn bijvoorbeeld de PO-Raad, de VO-raad en de MBO Raad, die scholen en schoolbesturen vertegenwoordigen en als doel hebben de onderwijskwaliteit te bevorderen en scholen te ondersteunen.
In Nederland geldt volledige leerplicht voor iedereen van 5 jaar oud: vanaf de eerste dag van de maand na zijn vijfde verjaardag moet ieder kind in Nederland tot en met 16 jaar naar school. Hierna is een leerling tot en met 23 jaar gedeeltelijk leerplichtig. Dit houdt in dat die een startkwalificatie moet hebben (dat wil zeggen een havo- of vwo-diploma of een diploma van een mbo-opleiding op ten minste niveau 2) om niet meer leerplichtig te zijn.
In Nederland kunnen leerlingen en hun ouders zelf een school kiezen die past bij hun opvattingen over onderwijs en/of levensbeschouwing. Er zijn openbare, bijzondere en particuliere scholen. De eerste twee worden gefinancierd door de overheid, maar mogen daarnaast nog een ouderbijdrage vragen. Particuliere scholen worden geheel gefinancierd door de ouders van de leerlingen.

## Scholen

### Basisschool
Vanaf hun 4e jaar tot ongeveer hun 12e, zitten de kinderen op de basisschool. De basisschool heeft 8 groepen. Groepen 1 en 2 worden ook wel de kleuterklassen genoemd. Vanaf groep 3 leren de kinderen lezen, schrijven en rekenen. Vanaf april van het schooljaar 2014-2015 is het voor alle leerlingen van groep 8 in het reguliere basisonderwijs verplicht een eindtoets te maken. Een voorbeeld van een eindtoets is de citotoets. De basisschool geeft echter voor 1 maart al een schooladvies; hierin staat welk schooltype de basisschool aanraadt voor het vervolgonderwijs. Na de basisschool kunnen leerlingen kiezen uit vier schoolsoorten.
- het praktijkonderwijs;
- het vmbo (voorbereidend middelbaar beroepsonderwijs);
- het havo (hoger algemeen voortgezet onderwijs);
- het vwo (voorbereidend wetenschappelijk onderwijs).

### Voortgezet onderwijs
Het voortgezet onderwijs duurt, afhankelijk van het type onderwijs, 4, 5 of 6 jaar. De eerste drie jaren van het havo en vwo en de eerste twee jaren op het vmbo worden de basisvorming genoemd. Daarna kiezen leerlingen resp. een profiel of een sector die aansluit bij hun opleiding na de middelbare school.

#### Voorbereidend middelbaar beroepsonderwijs
Het voorbereidend middelbaar beroepsonderwijs (vmbo) duurt 4 jaar en is bedoeld voor 12- tot 16-jarigen. Het vmbo is onderverdeeld in vier stromingen, waarvan de theoretische leerweg (de oude mavo) het hoogste niveau is. Na hun eindexamen kunnen de leerlingen doorstromen naar het havo of het middelbaar beroepsonderwijs (mbo). Het merendeel van de Nederlandse leerlingen zit momenteel  op het vmbo.
Alle vmbo-leerlingen doorlopen eerst de onderbouw (de eerste twee jaar), waar ze grotendeels hetzelfde programma volgen. Scholen zijn dus niet verplicht hun vmbo-leerlingen dan al in te delen in een stroming. Voor de bovenbouw (de laatste twee jaar) moeten leerlingen worden ingedeeld in een leerweg. Deze wordt bepaald door de studieresultaten in de onderbouw en leidt naar een diploma.
- (Leerwegondersteunend onderwijs)
- Basisberoepsgerichte leerweg: stroomt door naar het mbo
- Kaderberoepsgerichte leerweg: stroomt door naar het mbo
- Gemengde leerweg: stroomt door naar het mbo
- Theoretische leerweg: stroomt door naar het havo of mbo

Alle vmbo-leerwegen leiden dus naar het middelbaar beroepsonderwijs. Leerlingen van de basisberoepsgerichte leerweg gaan naar een mbo-opleiding op niveau 2. De overige leerwegen leiden naar mbo-opleidingen op niveau 3 en 4. Niveau 1 van het mbo is bedoeld voor leerlingen zonder vmbo-diploma. In sommige gevallen kunnen zij ook direct starten op niveau 2. Binnen het mbo kunnen leerlingen, afhankelijk van het opleidingsaanbod en eventueel de toelatingseisen van de opleidingen, doorstromen naar een hoger niveau.
De basisberoepsgerichte leerweg, de kaderberoepsgerichte leerweg en de gemengde leerweg kennen allemaal vier sectoren:
- Economie
- Techniek
- Zorg & welzijn
- Landbouw

Deze sectoren zijn weer onderverdeeld in afdelingen, die specifiek zijn gericht op één of enkele beroepsrichtingen.
Leerlingen in de theoretische leerweg krijgen in principe geen beroepsgerichte vakken, maar kiezen een vakkenpakket met algemene theoretische vakken. Deze vakkenpakketten zijn echter wel georiënteerd op de bovengenoemde sectoren en ook het sectorwerkstuk dat leerlingen in hun examenjaar maken moet aansluiten bij de sector van hun pakket. Voor leerlingen die zich breder willen oriënteren bestaat de mogelijkheid intersectorale of intrasectorale programma's te volgen.
Binnen het mbo kiezen de leerlingen voor een "hoofddomein". Als de vakken van de vooropleiding inhoudelijk aansluiten op het gekozen hoofddomein op het mbo, spreken we van verwant doorstromen. Zijn er nauwelijks of geen raakvlakken tussen de op het vmbo gekozen vakken en het hoofddomein, dan heet het niet-verwant doorstromen.

#### Hoger algemeen voortgezet onderwijs
Het hoger algemeen voortgezet onderwijs (havo) duurt 5 jaar. Hieruit stromen de leerlingen door naar het hbo, het mbo of het vwo.

#### Voorbereidend wetenschappelijk onderwijs
Het voorbereidend wetenschappelijk onderwijs (vwo) duurt 6 jaar. Hieruit stromen de leerlingen door naar het hbo of de universiteit (wo).
Het vwo is onderverdeeld in:
- atheneum;
- gymnasium onderwijst de twee klassieke talen: Latijn en Oudgrieks.

### Middelbaar beroepsonderwijs
De mbo-opleidingen zijn beroepsgericht. Veel leerlingen van het vmbo gaan na het behalen van hun diploma door naar het mbo. Een mbo-opleiding duurt één tot vier jaar, afhankelijk van het niveau. Daarna kunnen leerlingen, indien toepasselijk, doorstromen naar de arbeidsmarkt of het hbo.

### Hoger onderwijs

#### Hoger beroepsonderwijs
Met een mbo-, havo- of vwo-diploma kan men worden toegelaten op het hbo. Het hbo bestaat normaliter uit twee delen. Een bachelor van vier jaar en een master van één of twee jaar. Ook is er een mogelijkheid om een post-hbo te volgen na een hbo studie, dit is vaak een specialisatie.

#### Wetenschappelijk onderwijs
Met een vwo-diploma of een hbo-propedeuse kan men worden toegelaten op het wetenschappelijk onderwijs. Ook het wetenschappelijk onderwijs bestaat voornamelijk uit twee delen: een bacheloropleiding van drie jaar en een masteropleiding van één tot drie jaar. Ook na een universitaire studie is er de mogelijkheid voor een post-master. 